# Царикаевы
Царика́евы (осет. Цæрикъатæ) — дигорский род из Северной Осетии. Выходцы из селения Ахсау (Ирафский район), которое было основано 400 лет назад. Родственниками (осет. æрвадæлтæ) Царикаевых считаются Саракаевы. Эти две фамилии когда-то проживали вместе в Ахсау.

## Антропонимика
Из тюркского чарыk — ‘чувяк, грубая обувь крестьян’.

## История
В 1855—1857 гг. при переселении — Гауиса, Садага, Вахта, Алибека, Тагалега, Марзабека Царикаевых из Кета в Найанта, потом в Кабаново, Озрек их братья Дафа, Дагган, Муха, Тембулат, Муса, Махамат остались в Кета, а потом переселились в Чиколу.
Все Царикаевы, живущие в Осетии и Кабардино-Балкарии, являются кровными родственниками и имеют тесные связи.

## Генетическая генеалогия
| Компания   | Антропоним         | Гаплогруппы      |
| ---------- | ------------------ | ---------------- |
| Scientific | Царикаев           | J1a3a (J-Z1842)  |
| Scientific | Царикаев, Царикати | Q1a1b1a (Q-L715) |
| Scientific | Царикаев           | G2a1a1a1a2       |
| 23andMe    | Sima Tsarikaeva    | C4a1             |
| 23andMe    | Tamerlan Tsarikaev | G-Z7940 # H1     |

## Известные представители

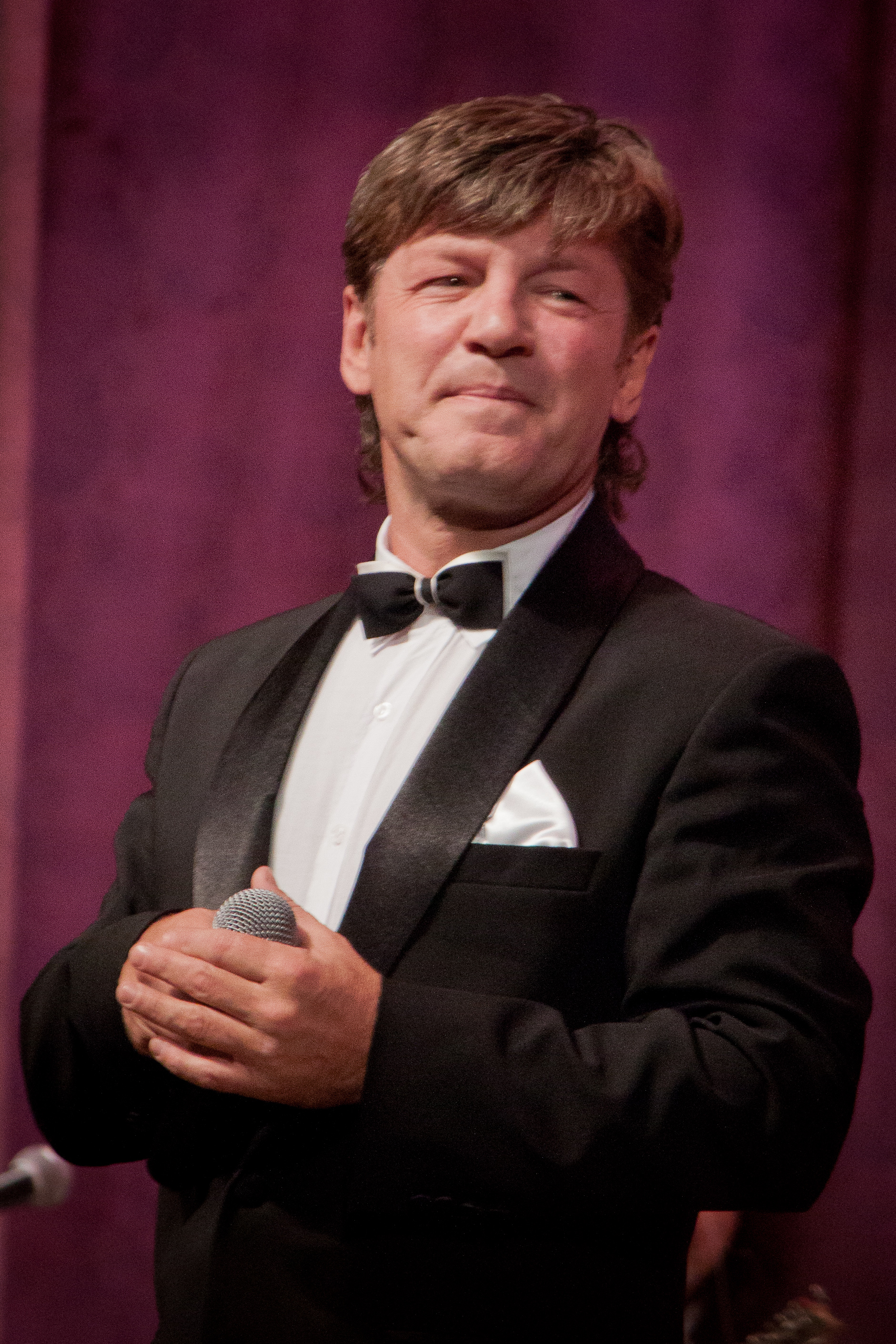
Феликс Царикати

- Феликс Викторович Царикати (1964 г.р.) — Заслуженный Артист России, популярный исполнитель современных эстрадных песен.
- Билар Хурашинович Царикаев (1955 г.р.) — Художник, скульптор. Работы Билара Хурашиновича находятся в Государственной Третьяковской Галерее в Москве, Терской областной картинной галерее, Владикавказском художественном музее и мн. др. местах.[1]

- Омарбий Сослабекович Царикаев (1917 г. — 1992 г.) — Ветеран ВОВ и труда, майор, начальник штаба 113-го отдельного пулеметно-артиллерийского батальона отдельной пулеметно-артиллерийской бригады, отмечен благодарностями от Верховного Главнокомандующего, грамотами, ценными подарками и двадцатью правительственными наградами, среди которых орден Красного Знамени, два ордена Отечественной войны I степени, орден Отечественной войны II степени, орден Красной Звезды.[7]
- Борис Каурбекович Царикаев (1930 г.) — полковник, служил в Иваново, Горьком и Волгограде, занимая должности командира учебных батальона и полка Минобороны, награждён орденом «За службу Родине в Вооруженных силах», тринадцатью медалями, имеет несколько десятков поощрений.[7]
- Ренат Фидарович Царикаев (1986 г.) - известный историк, юрист . Сотрудник газового медиахолдинга.
- Тарас Таймуразович Царикаев (1989) — российский футболист, защитник ФК Алания.